# Плещеев, Михаил Андреевич
Михаи́л Андре́евич Плеще́ев (ум. 1531) — боярин и воевода великих князей всея Руси Ивана III и Василия III.
Второй из пятерых сыновей боярина Андрея Михайловича и А. Я. Кошкиной. В феврале 1490 - переяславский волостель. В январе 1495 года среди множества детей боярских сопровождает великую княгиню Елену Ивановну в Литву для замужества с Александром Ягеллоном. В конце этого года участвовал в походе Ивана III на Новгород.
В 1496—1498 годах был первым русским послом князя Ивана III в Османскую империю к султану Баязиду II. Инициатором переговоров был крымский хан Менгли I Гирей, который был союзником Москвы и находился в зависимости от Порты. Посольство Плещеева держало путь в обход владений Великого княжества Литовского, которое пыталось мешать дипломатическим сношениям Москвы. В ходе переговоров Плещеев отказался выполнять церемониал, принятый при турецком дворе, ведя себя в строгом соответствии с указаниями Ивана III («поклон правити стоя, а на колени не садитися»). Тем не менее, благосклонно принятый султаном, он успешно достиг главной цели своего посольства — улажения торговых дел. Михаил Андреевич Плещеев — тот самый «московит», из уст которого султан, по выражению Карла Маркса, услышал «гордые речи».
В 1500 году он привез в Москву известие о победе при Ведроше.
В 1513 году был воеводой в походе Василия Ивановича против Сигизмунда I на Смоленск. А в 1522 году он был воеводой в походе на Мухаммеда I Гирея.
Подвергся опале из-за отрицательного отношения к разводу великого князя с Соломонией (Сабуровой); прощен при рождении наследника в 1530 году, подписав обязательство не приставать впредь к лиходеям великого князя и великой княгини Елены.
Его сыновья Дмитрий и Фёдор служили при дворе окольничими.